# Gilles Martin
Gilles Martin (3 november 1971) is een Frans musicus en componist.  
Hij studeerde eerst in Nevers en daarna in Dijon. Gilles speelt vele instrumenten, maar vooral saxofoon en piano. 
Met saxofoonkwartet  Quatuor Emphasis trad hij in de periode 1986-1996 op in verschillende Europese landen en in Noord-Afrika. Hij nam deel aan twintig cd-opnames. In 1995 maakte hij een audiovisuele documentaire over de Franse saxofinist Marcel Mule. Sinds 2000 maakt hij als pianist deel uit van Duo Fantasia.
Martin componeerde verschillende stukken voor saxofoon, hobo, fluit, klarinet en piano in verschillende samenstellingen. Daaronder bevinden zich ook stukken die geschikt zijn voor beginners op deze instrumenten. 
- Gemeinsame Normdatei: 1089761465
- International Standard Name Identifier: 0000 0000 6659 114X
- Library of Congress Control Number: n2002066671
- Nationale Bibliotheek van Israël: 987007321811805171
- Nederlandse Thesaurus van Auteursnamen: 258782838
- Système universitaire de documentation: 147122279
- Virtual International Authority File: 28145971582432332573